# David Rikl
David Rikl (* 27. Februar 1971 in Brandýs, Tschechoslowakei) ist ein ehemaliger tschechischer Tennisspieler.

## Karriere
Rikl war ein Doppelspezialist und gewann in seiner Karriere 30 Titel auf der ATP Tour. Er stand insgesamt zweimal im Finale eines Grand-Slam-Turniers, verlor jedoch beide. In Wimbledon scheiterte er 2001 an der Seite seines Landsmanns Jiří Novák an den US-Amerikanern Donald Johnson und Jared Palmer in vier Sätzen. Drei Jahre später bei den US Open zog er ungesetzt mit Leander Paes ins Finale ein, wo sie Mark Knowles und Daniel Nestor deutlich unterlagen. Seine Erfolge feierte Rikl mit unterschiedlichen Partnern, darunter Novák, Paes und der Russe Jewgeni Kafelnikow. Mit insgesamt 13 gemeinsamen Titeln und weiteren 16 Finalbeteiligungen war er zusammen mit Novák mit Abstand am erfolgreichsten. Seine höchste Platzierung in der ATP-Doppelweltrangliste erreichte Rikl am 20. August 2001 mit Rang 4. Auch wenn er im Einzel nie einen Titel gewinnen konnte, war er am 2. Mai 1994 mit Rang 41 in den Top 50 der Weltrangliste im Einzel notiert.
2005 beendete Rikl seine aktive Karriere.
Sein Sohn Patrik Rikl (* 1999) spielt ebenfalls Tennis.

## Erfolge
| Legende (Anzahl der Siege)                                |
| Grand Slam                                                |
| ATP World Tour Finals                                     |
| ATP Masters Series (4)                                    |
| ATP Championship Series ATP International Series Gold (4) |
| ATP World Series ATP International Series (22)            |
| ATP Challenger Tour (17)                                  |

| ATP-Titel nach Belag |
| Hartplatz (7)        |
| Sand (18)            |
| Rasen (3)            |
| Teppich (2)          |

### Einzel

#### Turniersiege
| Nr. | Datum             | Turnier   | Belag       | Finalgegner         | Ergebnis      |
| --- | ----------------- | --------- | ----------- | ------------------- | ------------- |
| 1.  | 16. Mai 1993      | Dresden   | Sand        | Karsten Braasch     | 6:2, 6:4      |
| 2.  | 20. Juni 1993     | Košice    | Sand        | Dinu Pescariu       | 7:6, 5:7, 6:3 |
| 3.  | 21. November 1993 | São Luís  | Hartplatz   | João Cunha e Silva  | 7:5, 6:3      |
| 4.  | 29. Januar 1995   | Heilbronn | Teppich (i) | Frederik Fetterlein | 7:5, 6:3      |
| 5.  | 27. August 1995   | Pilsen    | Sand        | Younes El Aynaoui   | 7:5, 6:3      |

#### Finalteilnahmen
| Nr. | Datum           | Turnier | Belag | Finalgegner   | Ergebnis |
| --- | --------------- | ------- | ----- | ------------- | -------- |
| 1.  | 16. Januar 1994 | Jakarta | Sand  | Michael Chang | 3:6, 3:6 |

### Doppel

#### Turniersiege

##### ATP Tour
| Nr. | Datum              | Turnier               | Belag     | Partner            | Finalgegner                       | Ergebnis      |
| --- | ------------------ | --------------------- | --------- | ------------------ | --------------------------------- | ------------- |
| 01. | 13. Oktober 1991   | Tel Aviv              | Hartplatz | Michiel Schapers   | Javier Frana Leonardo Lavalle     | 6:2, 6:7, 6:3 |
| 02. | 6. Juli 1992       | Newport               | Rasen     | Royce Deppe        | Paul Annacone David Wheaton       | 6:4, 6:4      |
| 03. | 25. Oktober 1993   | Santiago de Chile (1) | Sand      | Mike Bauer         | Christer Allgårdh Brian Devening  | 7:6, 6:4      |
| 04. | 4. April 1994      | Barcelona             | Sand      | Jewgeni Kafelnikow | Jim Courier Javier Sánchez        | 5:7, 6:1, 6:4 |
| 05. | 25. April 1994     | München               | Sand      | Jewgeni Kafelnikow | Boris Becker Petr Korda           | 7:6, 7:5      |
| 06. | 9. Mai 1994        | Rom                   | Sand      | Jewgeni Kafelnikow | Wayne Ferreira Javier Sánchez     | 6:1, 7:5      |
| 07. | 17. Oktober 1994   | Wien                  | Teppich   | Mike Bauer         | Alex Antonitsch Greg Rusedski     | 7:6, 6:4      |
| 08. | 11. September 1995 | Bogotá (1)            | Sand      | Jiří Novák         | Steve Campbell MaliVai Washington | 7:6, 6:2      |
| 09. | 23. Oktober 1995   | Santiago de Chile (2) | Sand      | Jiří Novák         | Shelby Cannon Francisco Montana   | 6:4, 4:6, 6:1 |
| 10. | 25. März 1996      | Casablanca            | Sand      | Jiří Novák         | Tomás Carbonell Francisco Roig    | 7:6, 6:3      |
| 11. | 9. September 1996  | Bogotá (2)            | Sand      | Nicolás Pereira    | Pablo Campana Nicolás Lapentti    | 6:3, 7:6      |
| 12. | 13. Oktober 1997   | Ostrava               | Teppich   | Jiří Novák         | Donald Johnson Francisco Montana  | 6:2, 6:4      |
| 13. | 10. August 1998    | San Marino            | Sand      | Jiří Novák         | Mariano Hood Sebastián Prieto     | 6:4, 7:6      |
| 14. | 17. August 1998    | Indianapolis          | Hartplatz | Jiří Novák         | Mark Knowles Daniel Nestor        | 6:2, 7:6      |
| 15. | 26. Oktober 1998   | Mexiko-Stadt          | Sand      | Jiří Novák         | Daniel Orsanic David Roditi       | 6:4, 6:2      |
| 16. | 7. Februar 2000    | Dubai (1)             | Hartplatz | Jiří Novák         | Robbie Koenig Peter Tramacchi     | 6:2, 7:5      |
| 17. | 10. Juli 2000      | Gstaad (1)            | Hartplatz | Jiří Novák         | Jérôme Golmard Michael Kohlmann   | 3:6, 6:3, 6:4 |
| 18. | 17. Juli 2000      | Stuttgart (1)         | Sand      | Jiří Novák         | Lucas Arnold Ker Donald Johnson   | 5:7, 6:2, 6:3 |
| 19. | 30. Oktober 2000   | Madrid                | Hartplatz | Jiří Novák         | Donald Johnson Piet Norval        | 3:6, 6:3, 6:4 |
| 20. | 19. März 2001      | Miami                 | Hartplatz | Jiří Novák         | Jonas Björkman Todd Woodbridge    | 7:5, 7:6      |
| 21. | 21. Mai 2001       | St. Pölten (1)        | Sand      | Petr Pála          | Jaime Oncins Daniel Orsanic       | 6:3, 5:7, 7:5 |
| 22. | 30. Juli 2001      | Montreal              | Hartplatz | Jiří Novák         | Donald Johnson Jared Palmer       | 6:4, 3:6, 6:3 |
| 23. | 20. Mai 2002       | St. Pölten (2)        | Sand      | Petr Pála          | Mike Bryan Michael Hill           | 7:5, 6:4      |
| 24. | 10. Juni 2002      | Gstaad (2)            | Sand      | Joshua Eagle       | Massimo Bertolini Cristian Brandi | 7:6, 6:4      |
| 25. | 25. Juni 2002      | Halle (1)             | Rasen     | David Prinosil     | Jonas Björkman Todd Woodbridge    | 4:6, 7:6, 7:5 |
| 26. | 15. Juli 2002      | Stuttgart (2)         | Sand      | Joshua Eagle       | David Adams Gastón Etlis          | 6:3, 6:4      |
| 27. | 24. Februar 2003   | Dubai (2)             | Hartplatz | Leander Paes       | Wayne Black Kevin Ullyett         | 6:3, 6:0      |
| 28. | 7. Juli 2003       | Gstaad (3)            | Sand      | Leander Paes       | František Čermák Leoš Friedl      | 6:3, 6:3      |
| 29. | 7. Juni 2004       | Halle (2)             | Rasen     | Leander Paes       | Tomáš Cibulec Petr Pála           | 6:2, 7:5      |
| 30. | 5. Juli 2004       | Gstaad (4)            | Sand      | Leander Paes       | Marc Rosset Stan Wawrinka         | 6:4, 6:2      |

##### Challenger Tour
| Nr. | Datum              | Turnier     | Belag       | Partner          | Finalgegner                           | Ergebnis      |
| --- | ------------------ | ----------- | ----------- | ---------------- | ------------------------------------- | ------------- |
| 01. | 28. Januar 1990    | Heilbronn   | Teppich (i) | Tomáš Anzari     | Byron Talbot Jörgen Windahl           | 6:4, 6:4      |
| 02. | 4. März 1990       | Kairo (1)   | Sand        | Tomáš Anzari     | Eduardo Masso Christian Miniussi      | 6:3, 6:7, 7:5 |
| 03. | 8. April 1990      | Saragossa   | Sand (i)    | Tomáš Anzari     | Carlos Costa Francisco Roig           | 6:3, 7:6      |
| 04. | 7. Juli 1991       | Sevilla     | Sand        | Éric Winogradsky | Tomáš Anzari Josef Čihák              | 6:1, 6:7, 6:3 |
| 05. | 20. Oktober 1991   | Kairo (2)   | Sand        | Martin Damm      | Byron Black Marcos Ondruska           | 6:2, 6:3      |
| 06. | 10. Mai 1992       | Prag (1)    | Sand        | Martin Damm      | Johan Carlsson Niclas Kroon           | 6:2, 6:0      |
| 07. | 22. November 1992  | Guadalajara | Sand        | Royce Deppe      | Marc-Kevin Goellner Christian Saceanu | 7:6, 6:4      |
| 08. | 26. September 1993 | Prag (2)    | Sand        | Pavel Vízner     | Tomas Nydahl Mikael Tillström         | 6:2, 7:6      |
| 09. | 25. Juni 1995      | Košice (1)  | Sand        | Jiří Novák       | Jeff Tarango Adrian Voinea            | 7:6, 6:2      |
| 10. | 8. Juni 1997       | Prostějov   | Sand        | Jiří Novák       | Scott Melville Diego Nargiso          | 6:4, 6:2      |
| 11. | 3. August 1997     | Posen       | Sand        | Tomáš Anzari     | Jordi Burillo László Markovits        | 6:3, 6:2      |
| 12. | 17. Mai 1998       | Košice (2)  | Sand        | Jiří Novák       | Nebojša Đorđević Marcos Ondruska      | 7:6, 6:4      |

#### Finalteilnahmen
| Nr. | Datum              | Turnier          | Belag         | Partner        | Finalgegner                         | Ergebnis           |
| --- | ------------------ | ---------------- | ------------- | -------------- | ----------------------------------- | ------------------ |
| 01. | 4. Oktober 1992    | Basel (1)        | Hartplatz (i) | Karel Nováček  | Tom Nijssen Cyril Suk               | 3:6, 4:6           |
| 02. | 21. März 1993      | Saragossa        | Teppich (i)   | Mike Bauer     | Martin Damm Karel Nováček           | 6:2, 4:6, 5:7      |
| 03. | 17. Oktober 1993   | Tel Aviv         | Hartplatz     | Mike Bauer     | Sergio Casal Emilio Sánchez         | 4:6, 4:6           |
| 04. | 6. August 1995     | Prag             | Sand          | Jiří Novák     | Libor Pimek Byron Talbot            | 5:7, 6:1, 6:7      |
| 05. | 5. November 1995   | Montevideo       | Sand          | Jiří Novák     | Sergio Casal Emilio Sánchez         | 5:7, 6:1, 6:7      |
| 06. | 12. November 1995  | Buenos Aires     | Sand          | Jiří Novák     | Vincent Spadea Christo van Rensburg | 3:6, 3:6           |
| 07. | 10. November 1996  | Moskau (1)       | Teppich (i)   | Jiří Novák     | Rick Leach Andrei Olchowski         | 6:4, 1:6, 2:6      |
| 08. | 2. August 1998     | Umag             | Sand          | Jiří Novák     | Neil Broad Piet Norval              | 1:6, 6:3, 3:6      |
| 09. | 4. Oktober 1998    | Mallorca         | Sand          | Jiří Novák     | Pablo Albano Daniel Orsanic         | 6:7, 3:6           |
| 10. | 17. Januar 1999    | Auckland         | Hartplatz     | Jiří Novák     | Jeff Tarango Daniel Vacek           | 5:7, 5:7           |
| 11. | 11. April 1999     | Estoril          | Sand          | Jiří Novák     | Tomás Carbonell Donald Johnson      | 3:6, 6:2, 1:6      |
| 12. | 25. April 1999     | Monte Carlo      | Sand          | Jiří Novák     | Olivier Delaître Tim Henman         | 2:6, 3:6           |
| 13. | 25. April 1999     | ’s-Hertogenbosch | Rasen         | Ellis Ferreira | Leander Paes Jan Siemerink          | kampflos           |
| 14. | 10. Oktober 1999   | Basel (2)        | Teppich (i)   | Jiří Novák     | Brent Haygarth Aleksandar Kitinov   | 6:0, 4:6, 5:7      |
| 15. | 15. Oktober 2000   | Wien (1)         | Hartplatz (i) | Jiří Novák     | Jewgeni Kafelnikow Nenad Zimonjić   | 4:6, 4:6           |
| 16. | 29. Oktober 2000   | Moskau (2)       | Teppich (i)   | Jiří Novák     | Jonas Björkman David Prinosil       | 2:6, 3:6           |
| 17. | 18. Februar 2001   | Kopenhagen       | Hartplatz (i) | Jiří Novák     | Wayne Black Kevin Ullyett           | 3:6, 3:6           |
| 18. | 8. Juli 2001       | Wimbledon        | Rasen         | Jiří Novák     | Donald Johnson Jared Palmer         | 4:6, 6:4, 3:6, 6:7 |
| 19. | 14. Oktober 2001   | Wien (2)         | Hartplatz (i) | Jiří Novák     | Martin Damm Radek Štěpánek          | 3:6, 2:6           |
| 20. | 6. Januar 2002     | Doha             | Hartplatz     | Jiří Novák     | Donald Johnson Jared Palmer         | 3:6, 6:75          |
| 21. | 3. März 2002       | Acapulco         | Sand          | Martin Damm    | Bob Bryan Mike Bryan                | 1:6, 6:3, 2:10     |
| 22. | 30. März 2003      | Miami            | Hartplatz     | Leander Paes   | Roger Federer Maks Mirny            | 5:7, 3:6           |
| 23. | 13. September 2004 | US Open          | Hartplatz     | Leander Paes   | Mark Knowles Daniel Nestor          | 3:6, 3:6           |

## Persönliches
Am 14. Juni 2003 heiratete er die Tennisspielerin Adriana Gerši, mit der er drei Kinder hat.